# 大阪府道156号金田門真停車場線
大阪府道156号金田門真停車場線（おおさかふどう156ごう きんだかどまていしゃじょうせん）は、大阪府守口市から門真市に至る一般府道である。

## 概要
守口市金田町1丁目から門真市元町に至る。

### 路線データ
- 起点：大阪府守口市金田町1丁目（大阪府道155号北大日竜田線交点）
- 終点：大阪府門真市元町（大阪府道158号守口門真線交点）

## 路線状況

### 重複区間
- 大阪府道2号大阪中央環状線（門真市月出町 - 門真市泉町）

## 地理

### 通過する自治体
- 大阪府
  - 守口市 - 門真市

### 交差する道路
| 交差する道路                           | 市町村名 | 交差する場所 | 交差する場所 |
| -------------------------------------- | -------- | ------------ | ------------ |
| 大阪府道155号北大日竜田線              | 守口市   | 金田町1丁目  | 起点         |
| 大阪府道2号大阪中央環状線 重複区間起点 | 門真市   | 月出町       |              |
| 大阪府道2号大阪中央環状線 重複区間終点 | 門真市   | 泉町         |              |
| 大阪府道158号守口門真線                | 門真市   | 元町         | 終点         |

### 交差する鉄道
- 大阪モノレール本線

### 沿線
- 守口自動車教習所
- 京阪本線・大阪モノレール本線 門真市駅